# Liste der Naturdenkmale in Idesheim
Die Liste der Naturdenkmale in Idesheim nennt die im Gemeindegebiet von Idesheim ausgewiesenen Naturdenkmale (Stand 4. April 2024).

## Ehemalige Naturdenkmale
| Nr.         | Bezeichnung               | Lage                         | Beschreibung                               | Bild                                    |
| ----------- | ------------------------- | ---------------------------- | ------------------------------------------ | --------------------------------------- |
| ND-7232-399 | Stieleiche am Falzer Bach | Hauptstraße, vor Nr. 15 Lage | Quercus robur; Rechtsverordnung aufgehoben | Direkt Bild zu diesem Denkmal hochladen |